# Félix Philippoteaux

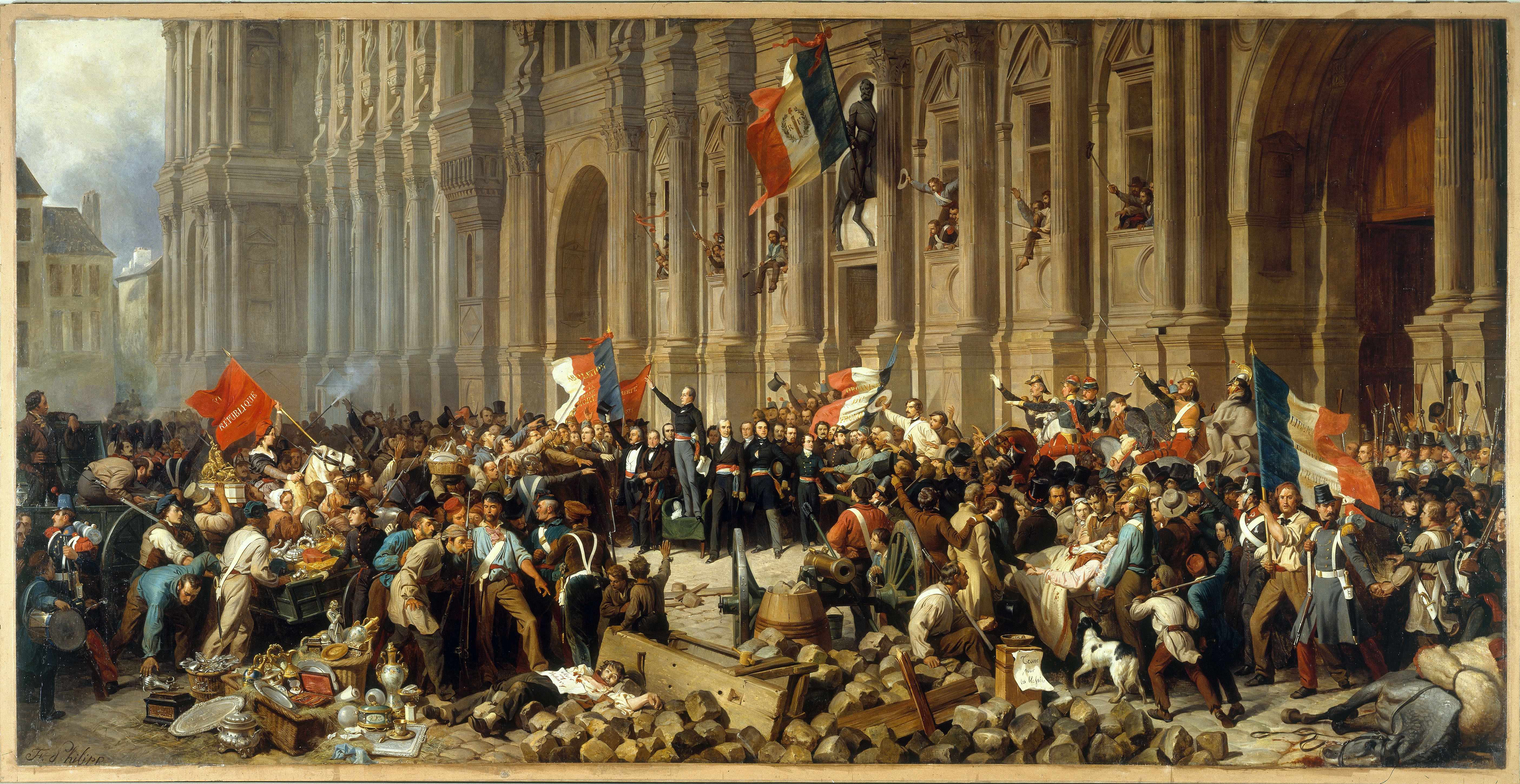
Aufstand vor dem Pariser Rathaus am 25. Februar 1848

Henri Félix Emmanuel Philippoteaux (* 3. April 1815 in Paris; † 9. November 1884 ebenda) war ein französischer Maler.

## Leben und Werk
Philippoteaux stammte aus einer Familie von Handwerkern: sein Vater Louis Emmanuel Philippoteaux (1765–1844) war Schreiner, seine Mutter Félicie Gillet (1785–1872) war Näherin. Seine Tanten und Onkel waren in derselben Branche tätig.
An der École des Beaux-Arts in Paris wurde Philippoteaux Schüler von Léon Cogniet und widmete sich der Schlachtenmalerei. Er thematisierte wichtige Schlachten mit französischer Beteiligung und war durch seine Kenntnisse der Geschichte immer bestrebt, die historischen Ereignisse realistisch darzustellen. 1833 debütierte er im Salon von Paris. Sein Sohn Paul Philippoteaux war ebenfalls Maler.
Am 8. Oktober 1840 heiratete Philippoteaux in Paris Louise Desirée Lebourg (1815–1887) und hatte mit ihr drei Töchter und einen Sohn.
Im Alter von 69 Jahren starb Félix Philippoteaux am 9. November 1884 in Paris und fand dort auch seine letzte Ruhestätte.

## Ehrungen
- 5. Juli 1846 Ritter der Ehrenlegion

## Werke (Auswahl)
- der Rückzug aus Moskau (1835),
- die Einnahme von Ypern,
- die Belagerung von Antwerpen im Jahr 1792 (1838),
- Ludwig XV. besichtigt das Schlachtfeld von Fontenoy (1840, im Musée du Luxembourg in Paris),
- Die Verteidigung von Mazagran (Défense de Mazagran) (1841),
- die Schlacht bei Rivoli (1845),
- die Niederlage der Cimbern (1855),
- Angriff der Chasseurs d’Afrique bei Balaklawa (1859),
- die Belagerung von Puebla (1865),
- das Zusammentreffen Heinrichs IV. und Sullys nach der Schlacht bei Ivry im März 1590 (1875),
- Bayard auf der Brücke des Garigliano 1503 und
- die Schlacht bei Montebello,
- die Schlacht an der Alma (1875),
- das Panorama der Belagerung von Paris (1870–71)